# Oh Eun-Sun
Oh Eun-Sun (Coreano: 오은선, Hanja: 吳銀善, Namwon, Honam, 5 de março de 1966) é uma montanhista sul-coreana.
Em 27 de abril de 2010, Oh Eun-Sun chegou ao cume do Annapurna e alegou que tinha escalado todas as 14 montanhas mais altas do mundo, tornando-se assim a primeira mulher a conseguir este feito, mas a sua alegação de ter ascendido ao Kangchenjunga (em 2009) foi disputada por vários especialistas.
Um dos sherpas que a acompanhou na  ascensão ao Kangchenjunga, Dawa Wangchuk,  admitiu mais tarde que o grupo parou a cerca de 150 metros de atingir o cume, devido a ventos fortes e reduzida visibilidade, e deste modo a Federação Alpina da Coreia do Sul declarou  que ela não atingira o cume desta montanha.
A alpinista espanhola Edurne Pasaban passou assim a ser considerada a primeira mulher que ascendeu a todas as 14 montanhas mais altas do mundo.

## Carreira
- 1997 - Gasherbrum II (17 de julho)
- 2004 - Everest (20 de maio)
- 2006 - Shishapangma (13 de outubro)
- 2007 - Cho Oyu (8 de maio)
- 2007 - K2 (20 de julho)
- 2008 - Makalu (13 de maio)
- 2008 - Lhotse (26 de maio)
- 2008 - Broad Peak (31 de julho)
- 2008 - Manaslu (12 de outubro, completando 4 picos em 152 dias)
- 2009 - Kangchenjunga (6 de maio) (em disputa)[3]
- 2009 - Dhaulagiri (21 de maio)
- 2009 - Nanga Parbat (10 de julho)
- 2009 - Gasherbrum I (3 de agosto)
- 2010 - Annapurna (27 de abril)

### Sete topos
- 2002 Elbrus
- 2003 McKinley
- 2004 Aconcágua
- 2004 Kilimanjaro
- 2004 Maciço Vinson
- 2004 Kosciuszko